# Elaphoglossum erythrolepis
Elaphoglossum erythrolepis är en träjonväxtart som först beskrevs av Fée, och fick sitt nu gällande namn av Moore. Elaphoglossum erythrolepis ingår i släktet Elaphoglossum och familjen Dryopteridaceae. Inga underarter finns listade.